# Aloe longiaristata
Aloe longiaristata é uma espécie de liliopsida do gênero Aloe, pertencente à família Asphodelaceae.